# 拉讷维尔
拉讷维尔（法語：La Neuville，法語發音：[la nøvil]）是法国上法兰西大区北部省的一个市镇，位于该省中部偏南，属于里尔区。

## 地理
拉讷维尔（50°29'38"N, 3°2'49"E）面积3.95 平方千米，位于法国上法蘭西大區北部省，该省份为法国最北部的省份及最长的省份，西北濒北海，西接加来海峡省，南至埃纳省和索姆省，东与比利时接壤。
与拉讷维尔接壤的市镇（或旧市镇、城区）包括：阿蒂什、蒂姆里、瓦阿尼、法朗潘。

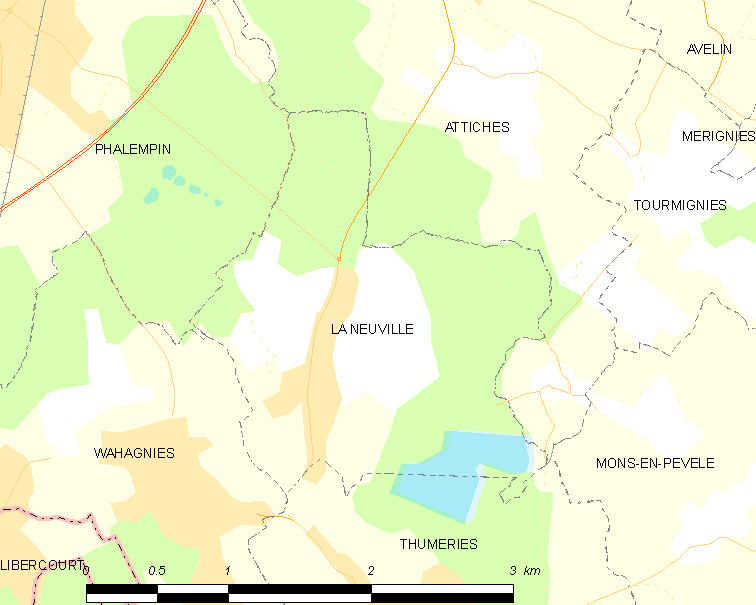
拉讷维尔的OSM定位图

拉讷维尔的时区为UTC+01:00、UTC+02:00（夏令时）。

## 行政
拉讷维尔的邮政编码为59239，INSEE市镇编码为59427。

## 政治
拉讷维尔所属的省级选区为佩韦勒地区唐普勒沃县。

## 人口

1962-2008年间拉讷维尔人口变化图示

拉讷维尔于2022年1月1日时的人口数量为606人。